# 사자자리 뮤

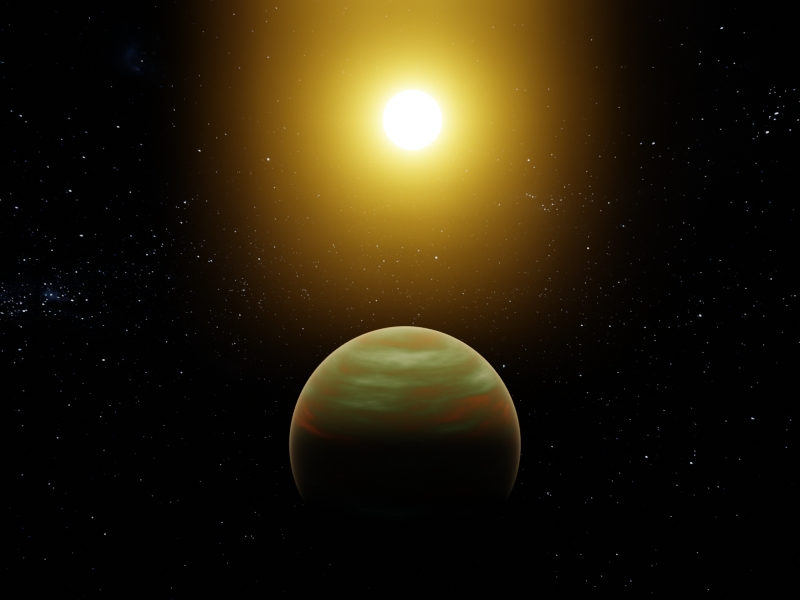

사자자리 뮤(Mu Leonis, μ Leo, μ Leonis)는 사자자리에 있는 별로 분광형은 K3의 오렌지색 거성이다. 겉보기 등급은 +4.1이며 지구에서 133광년 떨어져 있다. 이 별의 고유 명칭은 라살라스(Rasalas)로 이는 아랍어로 '사자의 머리'라는 뜻이다. 또 다른 고유 명칭으로 알셰말리(Alshemali)가 있다.
이 별의 위치는 적위 +26도 0분 23초, 적경 9시 52분 45초이다.

## 같이 보기
- 거성
- 사자자리